# Mechanische Werkstätten des Bochumer Vereins

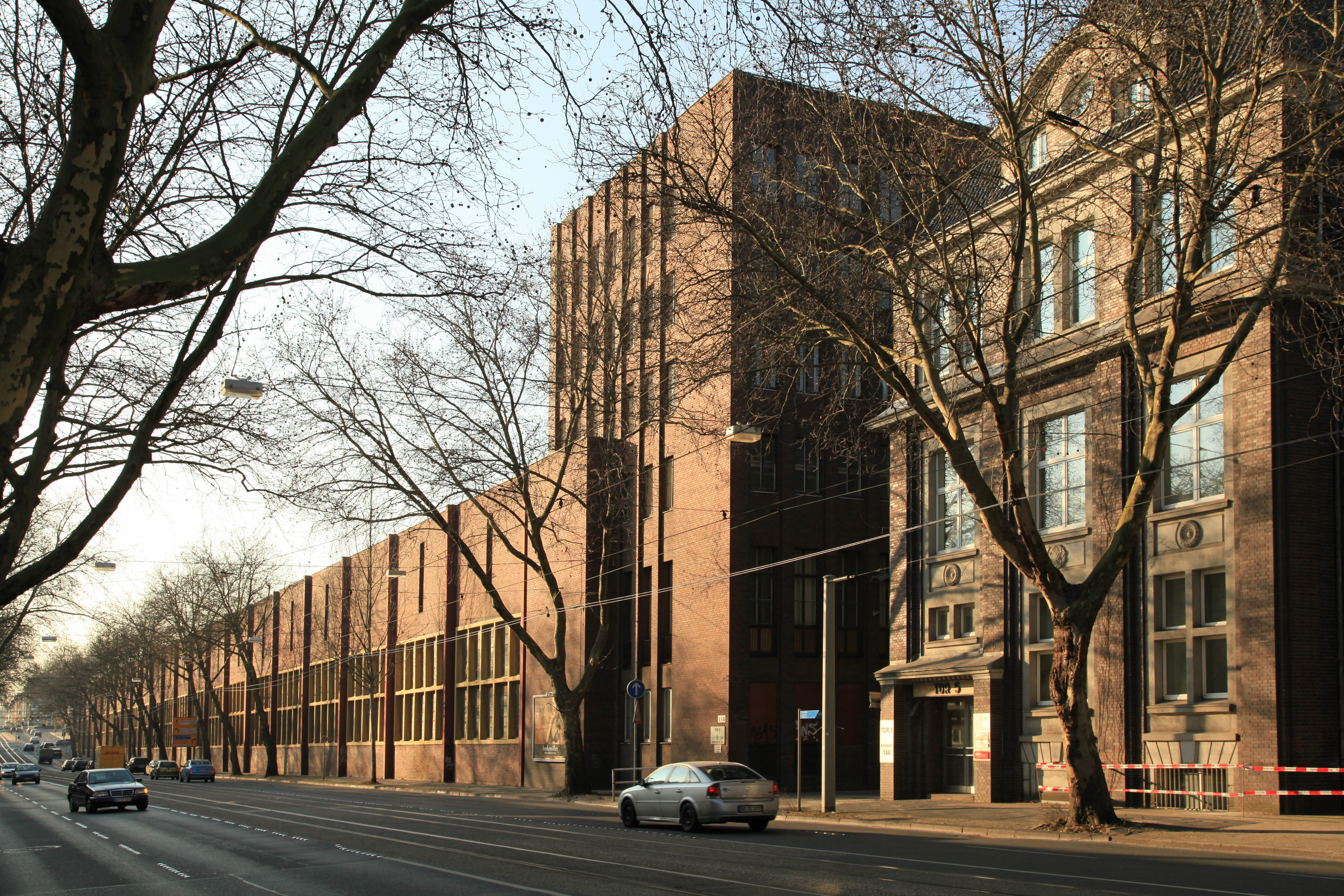
Mechanische Werkstätten des Bochumer Vereins, 2012

Die Mechanischen Werkstätten des Bochumer Vereins erstrecken sich entlang der Allestraße in Bochum. Sie wurden von 1935 bis 1936 unter Einbeziehung einer älteren, dahinterliegenden Halle errichtet und sind heute weitgehend unverändert erhalten. In ihnen fand die Nachbearbeitung und Montage von Erzeugnissen der Schmieden sowie der Press- und Walzwerke statt.
Bauherr war der Bochumer Verein, Architekt war Emil Rudolf Mewes. Die streng gegliederte Front der Halle schließt am Tor 5 mit einem turmartigen, sechsgeschossigen Verwaltungsgebäude ab. Am anderen Ende der Halle an der Wattenscheider Straße schließt sich ein kubischer Kopfbau an. Die Rückseite des Gebäudes ist deutlich einfacher als genietete Stahlkonstruktion mit Klinkermauerwerkausfachungen gestaltet. Die drei parallel verlaufenden Hallenschiffe haben tragende Stahlkonstruktionen in Vollwandbauweise. Auf den sehr flach geneigten Satteldächern befinden sich quer verlaufende, verglaste Aufsätze. 
Halle und Verwaltungsgebäude stehen seit 2003 unter Denkmalschutz (A 563).
Die Hallen werden heute als Lager von der ThyssenKrupp AG genutzt.